# HD180303
HD180303 — хімічно пекулярна зоря спектрального класу A0, що має видиму зоряну величину в смузі V приблизно  9,5.
Вона  розташована на відстані близько 782,1 світлових років від Сонця.

## Пекулярний хімічний склад
Зоряна атмосфера HD180303 має підвищений вміст 
Cr
.